# Meiligma
Meiligma là một chi bướm đêm thuộc phân họ Olethreutinae, họ Tortricidae Tortricidae.

## Các loài
- Meiligma impigris Diakonoff, 1973